# Stanislav Kozel
Stanislav Kozel (* 1937) je bývalý český hokejový obránce. Po skončení aktivní kariéry působil jako trenér mládeže.

## Hokejová kariéra
Jeho mateřským oddílem byla Tatra Smíchov. V době základní vojenské služby hrál za Duklu Olomouc. V československé lize hrál za TJ Gottwaldov. Odehrál 3 ligové sezóny, nastoupil v 56 ligových utkáních, dal 3 góly a měl 7 asistencí. Po odchodu z Gottwaldova hrál ve druhé lize za TJ Moravia DS Olomouc.

## Klubové statistiky
| Sezona    | Klub                  | Soutěž  | Základní část | Základní část | Základní část | Základní část | Základní část |
| Sezona    | Klub                  | Soutěž  | Z             | G             | A             | B             | TM            |
| --------- | --------------------- | ------- | ------------- | ------------- | ------------- | ------------- | ------------- |
| 1956/1957 | Dukla Olomouc         | 2. liga | -             | -             | -             | -             | -             |
| 1959/1960 | TJ Gottwaldov         | 2. liga | -             | -             | -             | -             | -             |
| 1960/1961 | TJ Gottwaldov         | 1. liga | 24            | 1             | 1             | 2             | 12            |
| 1961/1962 | TJ Gottwaldov         | 2. liga | -             | -             | -             | -             | -             |
| 1962/1963 | TJ Gottwaldov         | 2. liga | -             | -             | -             | -             | -             |
| 1963/1964 | TJ Gottwaldov         | 1. liga | 26            | 6             | 2             | 8             | 10            |
| 1964/1965 | TJ Gottwaldov         | 1. liga | 6             | 0             | 0             | 0             | 0             |
| 1965/1966 | TJ Moravia DS Olomouc | 2. liga | -             | -             | -             | -             | -             |